# Peter Pichler
Peter Pichler (1967) è un musicista, compositore e produttore discografico tedesco.
È un artista che ha padroneggiato il sintetizzatore originale, il Trautonium e il suo ulteriore sviluppo più complesso, il Mixturtrautonium, in modo che si esibisca dal vivo e componga per esso. È stato definito «il più grande virtuoso del Trautonium» dalla Süddeutsche Zeitung nel luglio 2013, sul programma Vox Populi dell'Opera di Stato Bavarese.

## Biografia
All'età di quattordici anni, Pichler ha trovato l'opportunità di esprimere il suo atteggiamento musicalmente con la sua band punk CONDOM. Subito dopo è seguita la proibizione del primo singolo e il successivo arresto per "testo autorevole-offensivo". Pichler ha studiato chitarra classica e liuto rinascimentale al Mozarteum di Salisburgo, al Conservatorio Leopold Mozart di Augusta e al Università di musica di Karlsruhe. 
È il vincitore del Bavarian Advancement Award e della borsa di studio per la musica della città di Monaco di Baviera.  Compone per film, televisione e teatro (e.g. Münchner Kammerspiele) ed è coinvolto come musicista, direttore musicale e arrangiatore in produzioni di Peter Licht, Funny van Dannen e Hans Söllner; anche come compositore, drammaturgo musicale e musicista in varie produzioni teatrali.
Negli anni '90 ha girato l'Europa con l'etichetta indipendente Trikont con la sua band pop d'avanguardia NO GOODS. 

## Trautonium

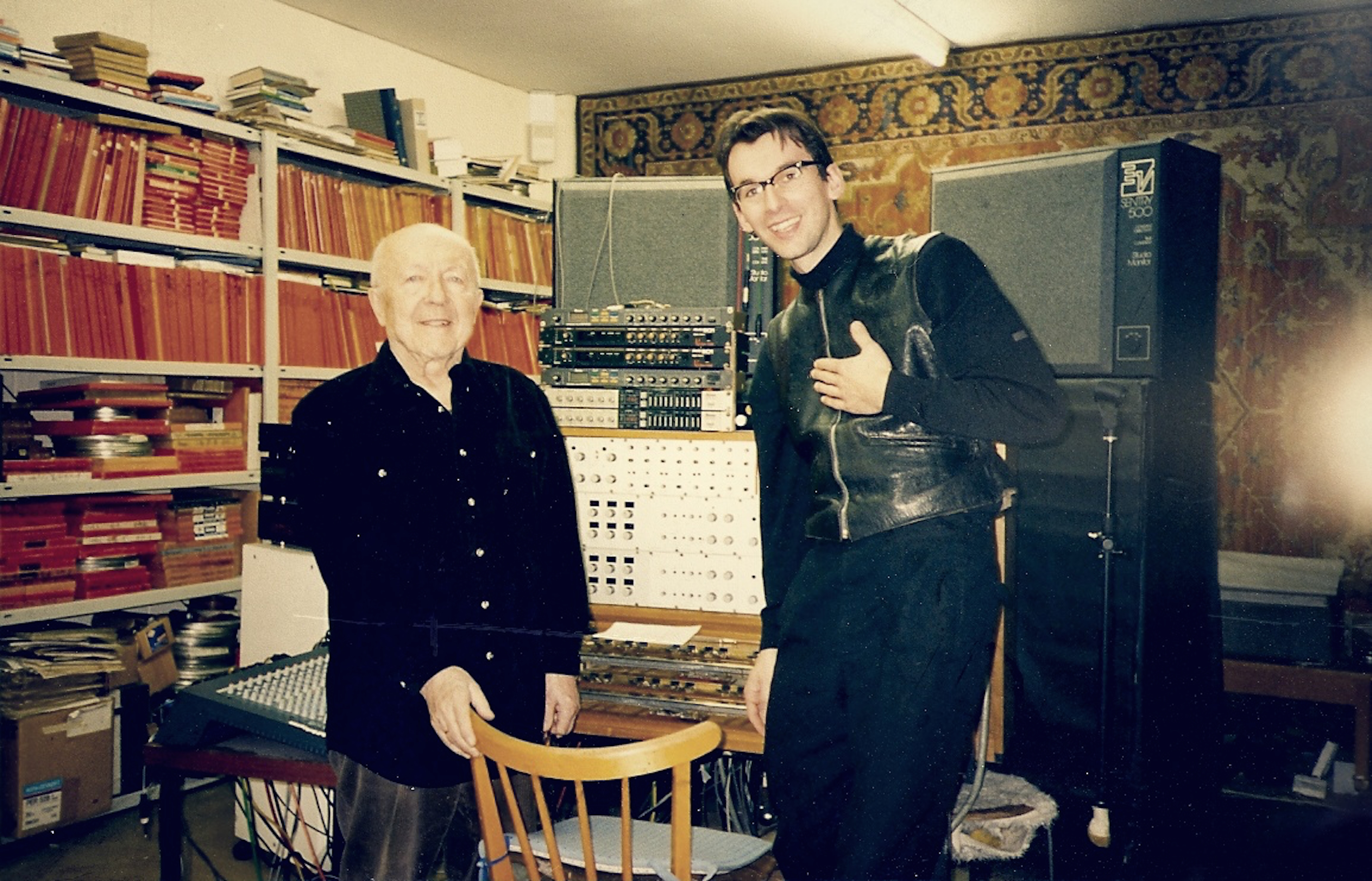
Oskar Sala (a sinistra) e Peter Pichler (a destra) nello studio di Sala prima del suo ultimo Mixturtrautonium (1996)

Pichler incontra Oskar Sala, il maestro del Trautonium, nel 1996. Durante le varie visite al suo studio a Berlino, il suo desiderio di portare questo straordinario strumento più lontano nel futuro viene rafforzato. 
Nell'aprile 2019, Pichler ha portato il Trautonium fuori dall'Europa in un tour di concerti attraverso l'Australia per la prima volta nei suoi 90 anni di storia. 
Il 4 marzo 2021 si esibisce con il Trautonium al Festival di Sanremo insieme al gruppo musicale Extraliscio.